# Falkefamilien
 "Falke" omdirigeres hertil. For andre betydninger af Falke, se Falke (flertydig).
Falkefamilien (Falconidae) omfatter omkring 65 arter af rovfugle udbredt over hele verden. De adskiller sig fra mange andre grupper af rovfugle ved at dræbe deres bytte med næbbet i stedet for med kløerne. Caracaraer er dog ofte ådselædere og har derfor ikke brug for at dræbe byttet.

## Særpræg
Mange arter i falkefamilien (især i slægten Falco) har en såkaldt falketand, som er en nedbulning af form som en tand på hver side af overnæbbet med tilsvarende indhak i undernæbbet. Falketandens formål menes at være at lette aflivningen af byttet, når det bides i nakken.
Falkene er desuden kendetegnet ved ikke at bygge rede som de fleste øvrige rovfugle. I stedet overtager de andres fugles efterladte reder eller lægger æggene i en fordybning på nøgne klippehylder eller lignende. Caracaraer bygger dog rede.
Arterne varierer i størrelse fra sortflanket pygmæfalk (Microhierax fringillarius) på størrelse med en langvinget gråspurv til stor caracara med et vingefang på op til 130 cm .

## Slægter og underfamilier
Familien kan opdeles i følgende slægter og underfamilier: 
- Underfamilie Polyborinae, caracaraer
  - Slægt Spiziapteryx (sydamerikansk pygmæfalk).
  - Slægt Daptrius (1 art i Sydamerika).
  - Slægt Ibycter (1 art i Amerika).
  - Slægt Phalcoboenus (4 arter i Sydamerika).
  - Slægt Caracara (2 arter i Amerika).
  - Slægt Milvago (2 arter i Mellem- og Sydamerika).
- Undefamilie Herpetotherinae, latterfalk og skovfalke
  - Slægt Herpetotheres (latterfalk fra Mexico til Argentina).
  - Slægt Micrastur (7 arter i Amerika).
- Undefamilie Falconinae, falkonetter og egentlige falke
  - Slægt Polihierax (2 arter i Afrika og Sydøstasien).
  - Slægt Microhierax (5 arter i Asien).
  - Slægt Falco (39 arter over hele verden).